# Canta
Canta (títol original: Sing) és una pel·lícula estatunidenca de comèdia musical animada del 2016. Està dirigida i escrita per Garth Jennings, i desenvolupada i produïda per Illumination Entertainment. La pel·lícula estarà protagonitzada per Matthew McConaughey i John C. Reilly. Està programada per a ser estrenada el 21 de desembre de 2016 per Universal Studios. Ha estat doblada al català

## Argument
Un coala anomenat Buster contracta a una ovella negra, que també és el seu millor amic, perquè li ajude a portar el seu negoci de teatre.

## Repartiment

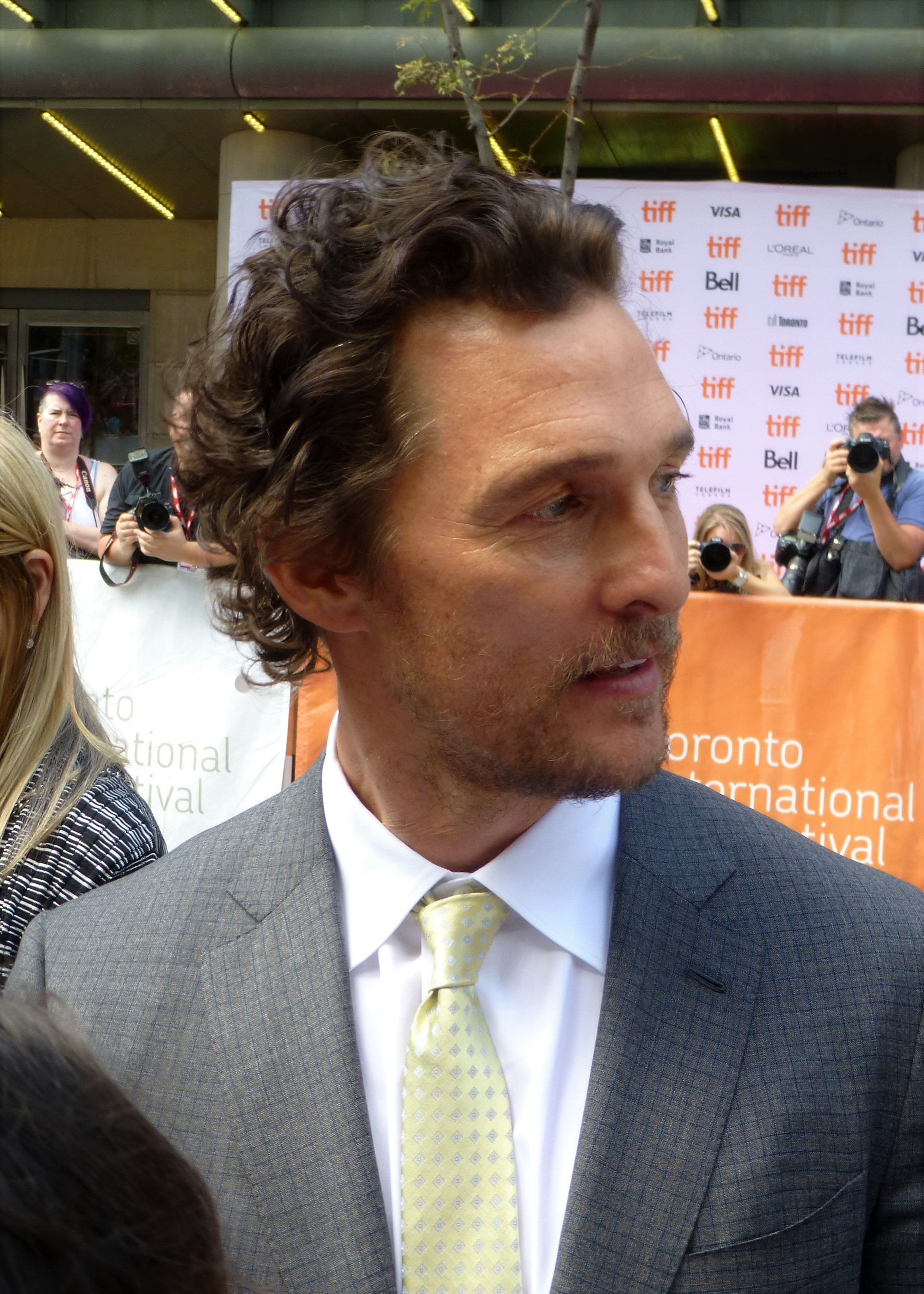
Matthew McConaughey a la premiere de Toronto.

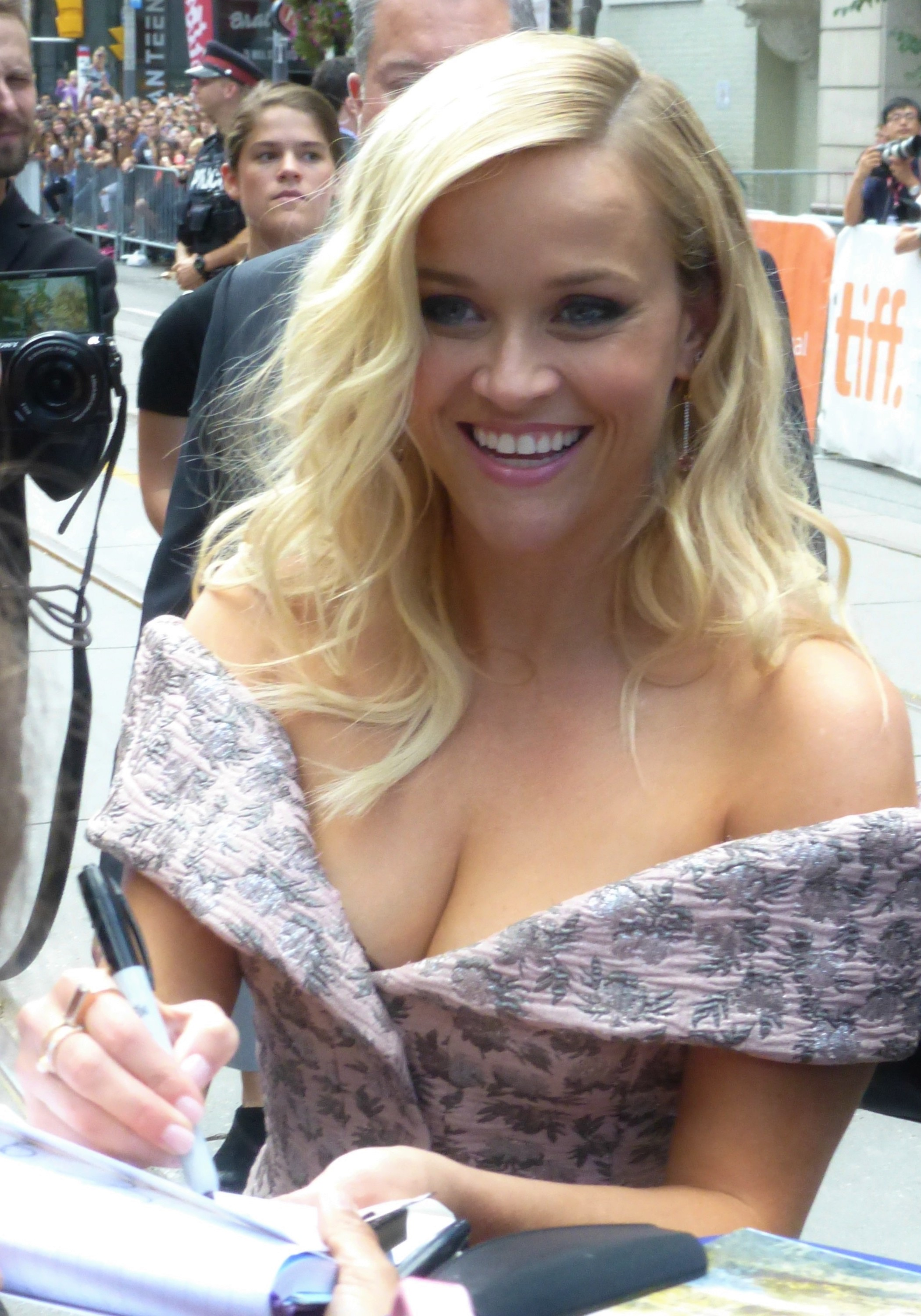
Reese Witherspoon a la premiere de Toronto.

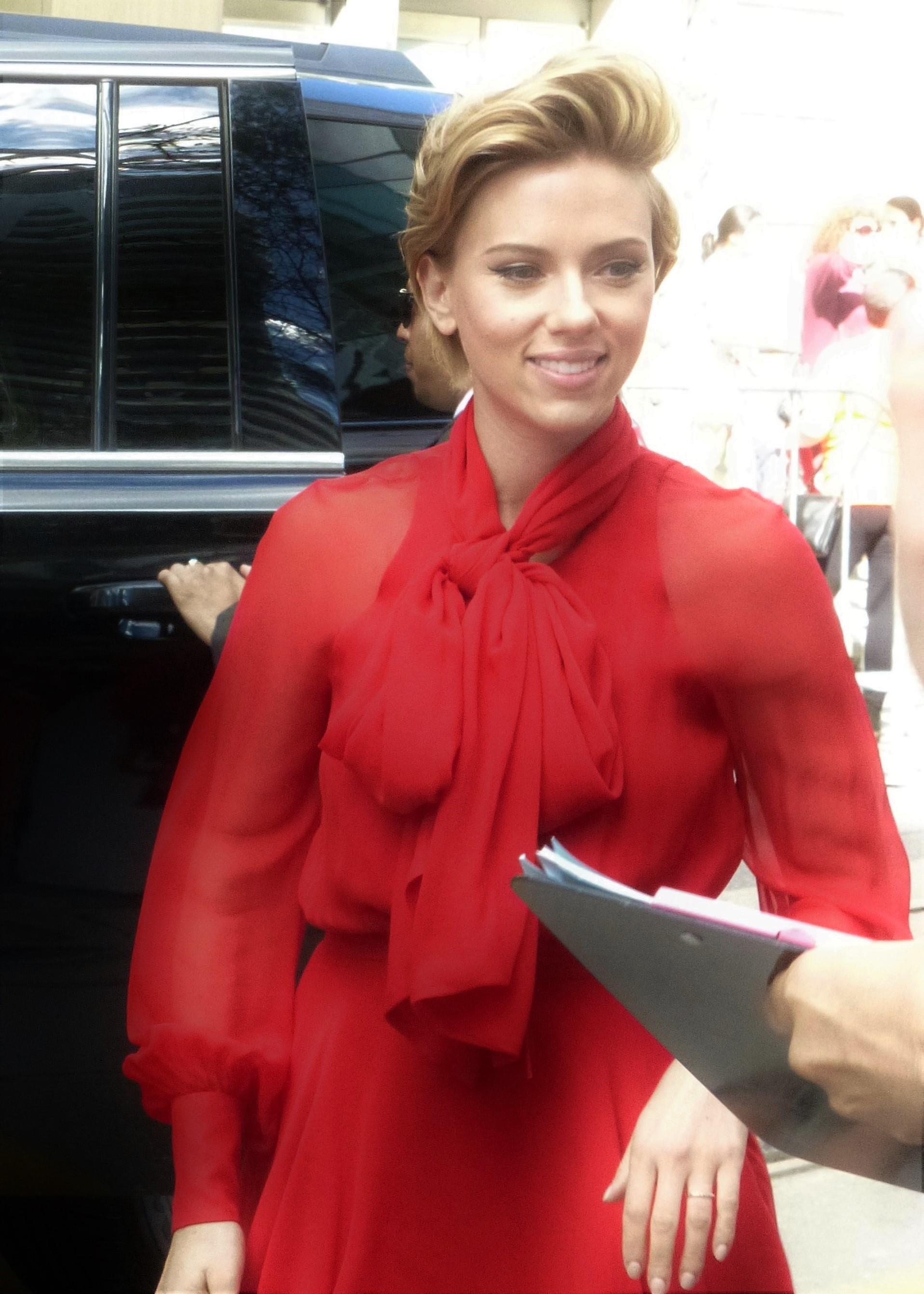
Scarlett Johansson a la premiere de Toronto.

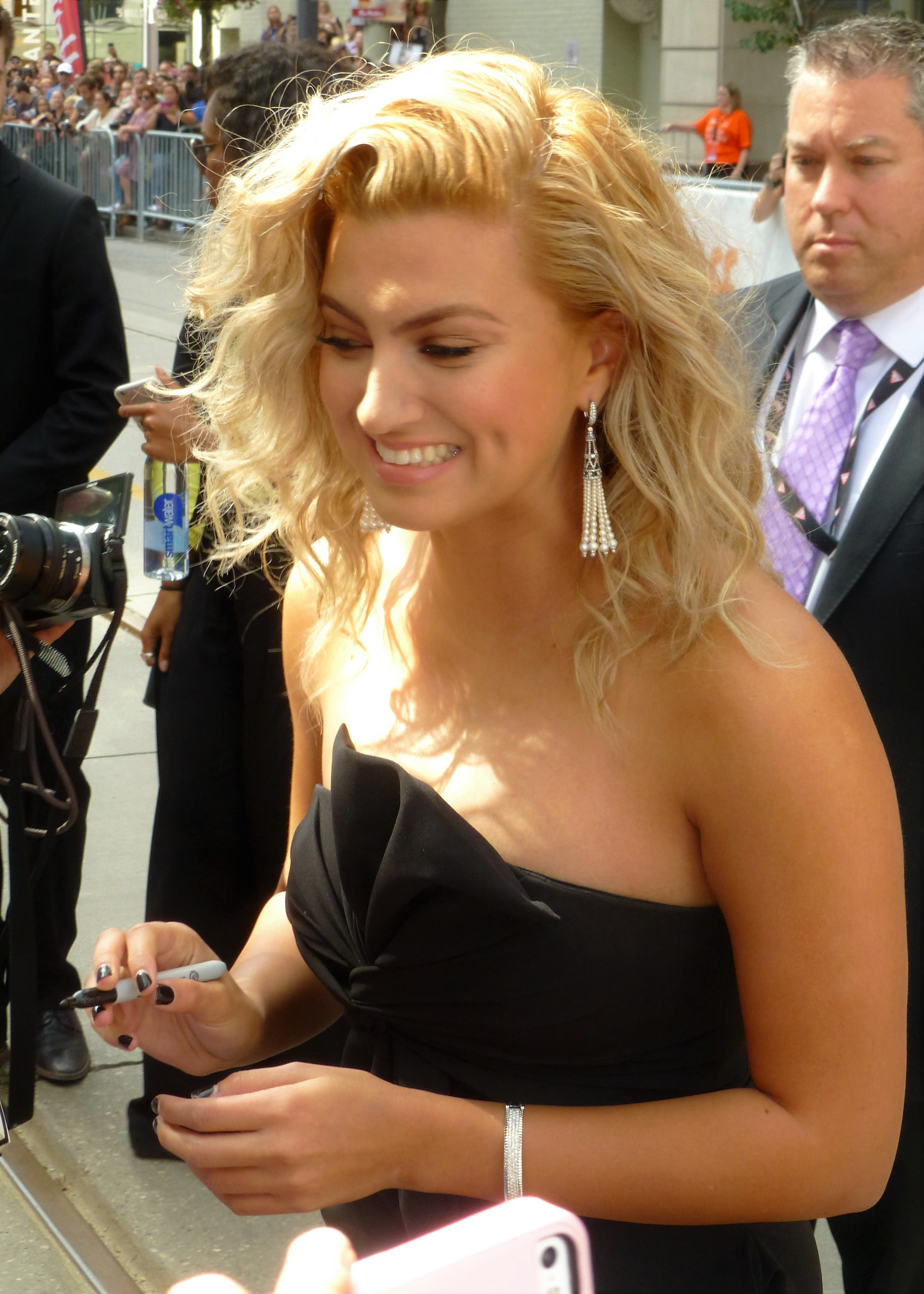
Tori Kelly a la premiere de Toronto.

- Matthew McConaughey com Buster, un coala empresari que porta un teatre.[3][4][5]
- Reese Witherspoon com Rosita, una truja que és mare i va tenir somnis d'estrella de musicals, ella tracta de criar als seus 25 porquets.[5]
- Seth MacFarlane com Mike, un ratolí que parla suau i canta jazz, que tracta d'estafar als altres rivals.[5]
- Tori Kelly com Meena, una elefant adolescent tímida amb una exquisida veu i severa por escènica.[5]
- John C. Reilly com una ovella negra, el millor amic de Buster[5][6]
- Taron Egerton com Johnny, un jove goril·la raper que és el fill d'un famós i poderós cap criminal, ell tracta d'escapar del camí criminal de la seua família.[5]
- Scarlett Johansson com Ash, una porc espí que tracta d'iniciar la seua pròpia carrera després d'haver sigut expulsada de la seua banda de punk rock i haver trencat amb el seu nòvio.[5]
- Nick Kroll[7]
- Jennifer Saunders[7]
- Peter Serafinowicz[7]
- Leslie Jones[7]
- Jay Pharoah[7]
- Nick Offerman[7]
- Beck Bennett[7]

## Producció
El 14 de gener de 2015, Matthew McConaughey aterra al ventall per a interpretar el paper principal en la pel·lícula junt amb el director adjunt Garth Jennings. Chris Meledandri i Janet Healy són els productors de la pel·lícula. El 17 de juny de 2015 es va confirmar que McConaughey interpretava a Buster i John C. Reilly interpreta l'ovella negra, el millor amic de Buster, mentre que Jennings estava dirigint la pel·lícula basada en el seu propi guió.

## Estrena
Universal Studios programà la pel·lícula per a ser estrenada el 21 de desembre del 2016.